# Anita Auglend
Anita Auglend (24 de enero de 1979, Noruega) es una cantante de heavy metal noruega. Su voz corresponde a la categoría de soprano ligera.

## Biografía
Auglend fue la vocalista del grupo noruego de metal gótico The Sins Of Thy Beloved. Tras la publicación y promoción de los dos únicos discos de la banda, Lake Of Sorrow (1998) y Perpetual Desolation (2000), deja el grupo en 2001 junto con el teclista Anders Thue, según los rumores debido a que no aguantaba el ritmo de conciertos, dejando a la banda en receso por algunos años. 
Entre 2001 y 2007, se mantiene con un perfil bajo y distante de los medios artísticos o musicales.
En el año 2007 tras el paso de dos vocalistas diferentes por The Sins Of Thy Beloved se anuncia su regreso en una entrevista concedida a un sitio no oficial de la banda.
Esta aseveración, sin embargo, no se logró concretar por razones que no trascendieron.

## Discografía

### Álbumes de estudio
- Lake Of Sorrow - 1998
- Perpetual Desolation - 2000

### EP
- All Alone - 1998

### Demos
- Demo '97 - 1997

### Vídeos
- Perpetual Desolation Live - 2001

### Ediciones Especiales
- Perpetual Desolation Live (CD y VHS)
- Perpetual Desolation Dubbel CD
- Perpetual Desolation versión japonesa (con bonus track: World of Day)